# Dusona mexicana
Dusona mexicana är en stekelart som först beskrevs av Cameron 1886.  Dusona mexicana ingår i släktet Dusona och familjen brokparasitsteklar. Inga underarter finns listade i Catalogue of Life.